# Jiyu
Jiyu is een bestuurslaag in het regentschap Mojokerto van de provincie Oost-Java, Indonesië. Jiyu telt 3780 inwoners (volkstelling 2010).